# Les Mosses
Les Mosses – szwajcarski ośrodek narciarski położony w kantonie Vaud, w dystrykcie d'Aigle. Należy do gminy Ormont-Dessous. Leży w Alpach Berneńskich na wysokości 1450 m.
Znajdują się tu trasy narciarstwa alpejskiego obsługiwane przez 13 wyciągów, a także trasy narciarstwa biegowego, 2 snowparki oraz szkółki narciarskie i snowboardowe.